# Persi Diaconis
Persi Diaconis, né le 31 janvier 1945 à New York, est un mathématicien américain qui fut auparavant magicien professionnel. Il est professeur de mathématiques et de statistique à l'université Stanford. Il est particulièrement connu pour ses travaux sur des problèmes aléatoires, comme le battage de cartes.

## Biographie
Il quitte son domicile familial à 14 ans pour suivre le légendaire prestidigitateur Dai Vernon, abandonne l'école pour ce faire, tout en se promettant d'y revenir afin d'acquérir les mathématiques nécessaires à la compréhension du célèbre traité de théorie des probabilités de William Feller An Introduction to Probability Theory and Its Applications. Il retourne en effet étudier au City College of New York qui le diplôme en 1971, puis s'engage dans une thèse à Harvard sous la direction de Frederick Mosteller, thèse qu'il soutient en 1974. Il obtient le prix Rollo Davidson en 1982.

## Travaux
Diaconis acquit sa notoriété lorsqu'il fut lauréat du prix MacArthur en 1982, puis à nouveau en 1992, après la publication (avec Dave Bayer (en)) d'un article qui établit de manière rigoureuse le nombre de fois que l'on doit mélanger à la queue d'aronde (mélange (en) dit « américain ») un jeu de cartes pour que celui-ci soit parfaitement mélangé, au sens de la distance de variation totale. Diaconis est souvent cité pour la proposition simplifiée qui établit qu'il faut brasser un jeu de cartes sept fois à l'américaine pour le mélanger. Plus précisément, Diaconis établit qu'il faut mélanger à l'américaine 5 fois un jeu de 52 cartes pour que la distance en variation totale devienne significativement inférieure à 1, et 7 fois pour qu'elle tombe en dessous de 0,5, après quoi elle est divisée par deux à chaque mélange américain supplémentaire.
Diaconis a aussi collaboré à différents travaux en rapport avec des problèmes de mélanges de cartes, ou plus généralement d'autres problèmes en probabilités.
Récemment, certains auteurs ont argué que la distance employée était trop exigeante, et qu'il suffit de couper 6 fois pour un bon mélange.
Diaconis et des collaborateurs ont aussi publié des articles montrant que (avec leur mesure) il suffit de 4 coupes pour mélanger un jeu de blackjack,.